# Майзлін Ісак Юхимович
Іса́к Юхи́мович Майзлін (1930—2017) — український тренер з баскетболу, заслужений тренер УРСР (1961) та СРСР (1991).

## Життєпис
Народився 1930 року в місті Дніпропетровськ. Закінчив Херсонське морехідне училище рибної промисловості, працював помічником капітана на кораблі «Совєт» (Владивосток).
1951-го закінчив Київський інститут фізичної культури. Від 1953 року — на викладацькій і тренерській роботі в спортивних школах Дніпропетровська, зокрема — ДЮСШ № 1 та СДЮШОР № 5 (1953—1956). 1959 року його вихованки стали переможницями Спартакіади УРСР.
1961 року Ісаку Майзліну присвоєно звання заслуженого тренера УРСР.
Очолював молодіжні жіночі команди Дніпропетровська й України, вигравали всесоюзні та всеукраїнські змагання. Головний тренер дніпропетровської жіночої команди «Сталь» (1971—1976 та 1983—2000) — під його керівництвом неодноразово ставала срібним й бронзовим призером першості України.
1991 року присвоєно звання заслуженого тренера СРСР.
Головний тренер збірної команди України, під його орудою брала участь у чемпіонатах Європи (1993, 1997), стала срібним призером 9-ї Спартакіади народів СРСР (1986).
Довго лікувався в Німеччині. Від 2006 року — тренер-консультант жіночої команди «Дніпро».
Серед вихованок — Олена Жирко, Раїса Курв'якова, Людмила Рогожина, Наталія Сильянова.
Помер 2017 року в місті Дніпро.